# Vincenzo Baviera
Vincenzo Baviera (* 28. Juli 1945 in Zürich) ist ein Schweizer Bildhauer.

## Biografie
Baviera studierte erst Architektur an der ETH Zürich und später Sozialpsychologie und Ethnologie an der Universität Zürich. 1984 wurde mit ihm als Professor die Bildhauerei an der Hochschule für Gestaltung in Offenbach am Main wiedereröffnet. 1988 wurde er mit dem Förderungspreis der Kainz-Medaille ausgezeichnet. Es folgten Lehraufträge an der ETH Zürich (1991–95) und ein Aufenthalt als Artist in Residence auf Guernsey.

## Galerie

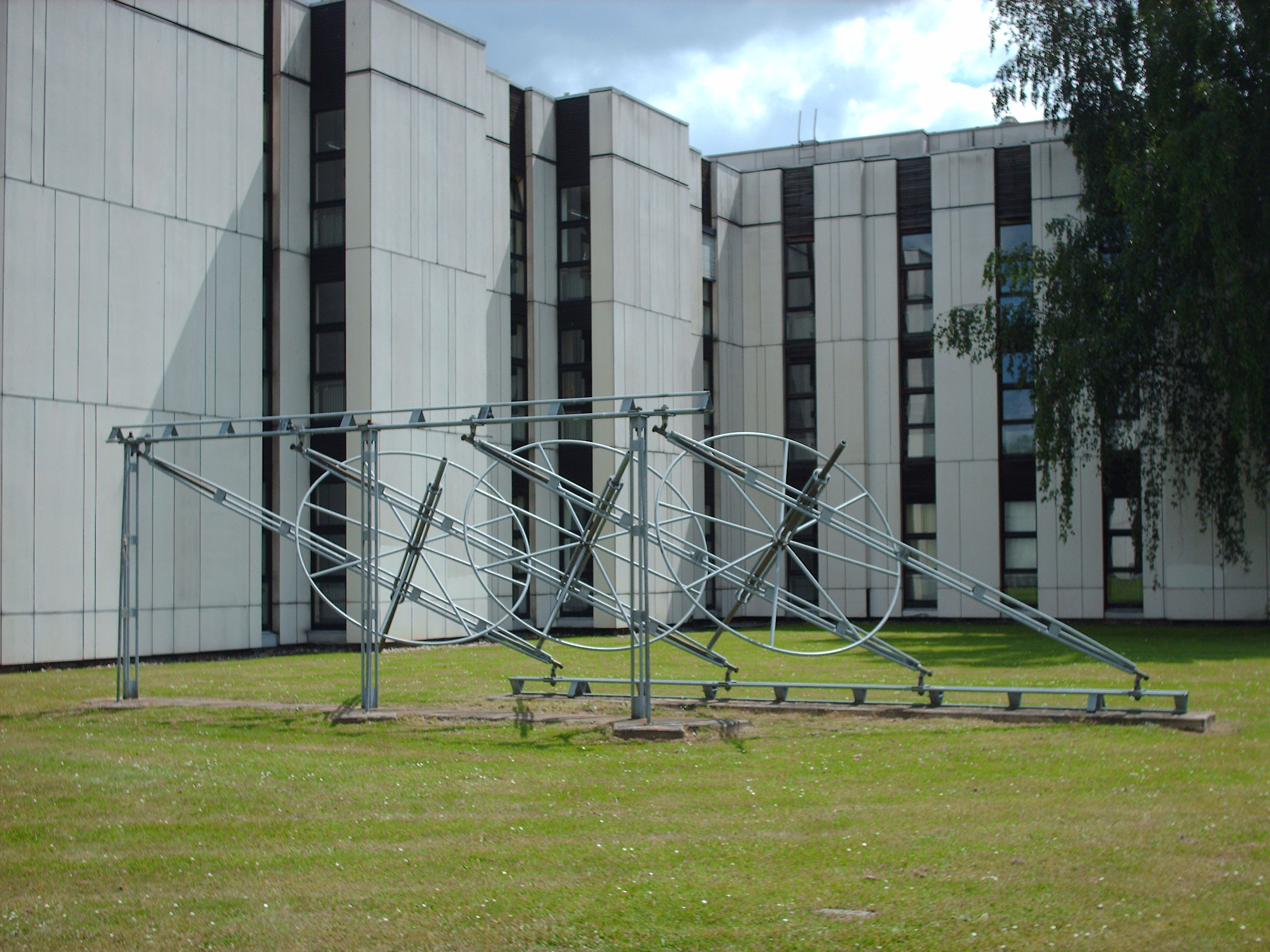
Räderwerk Nord, 1986–1990, Gießener Kunstweg
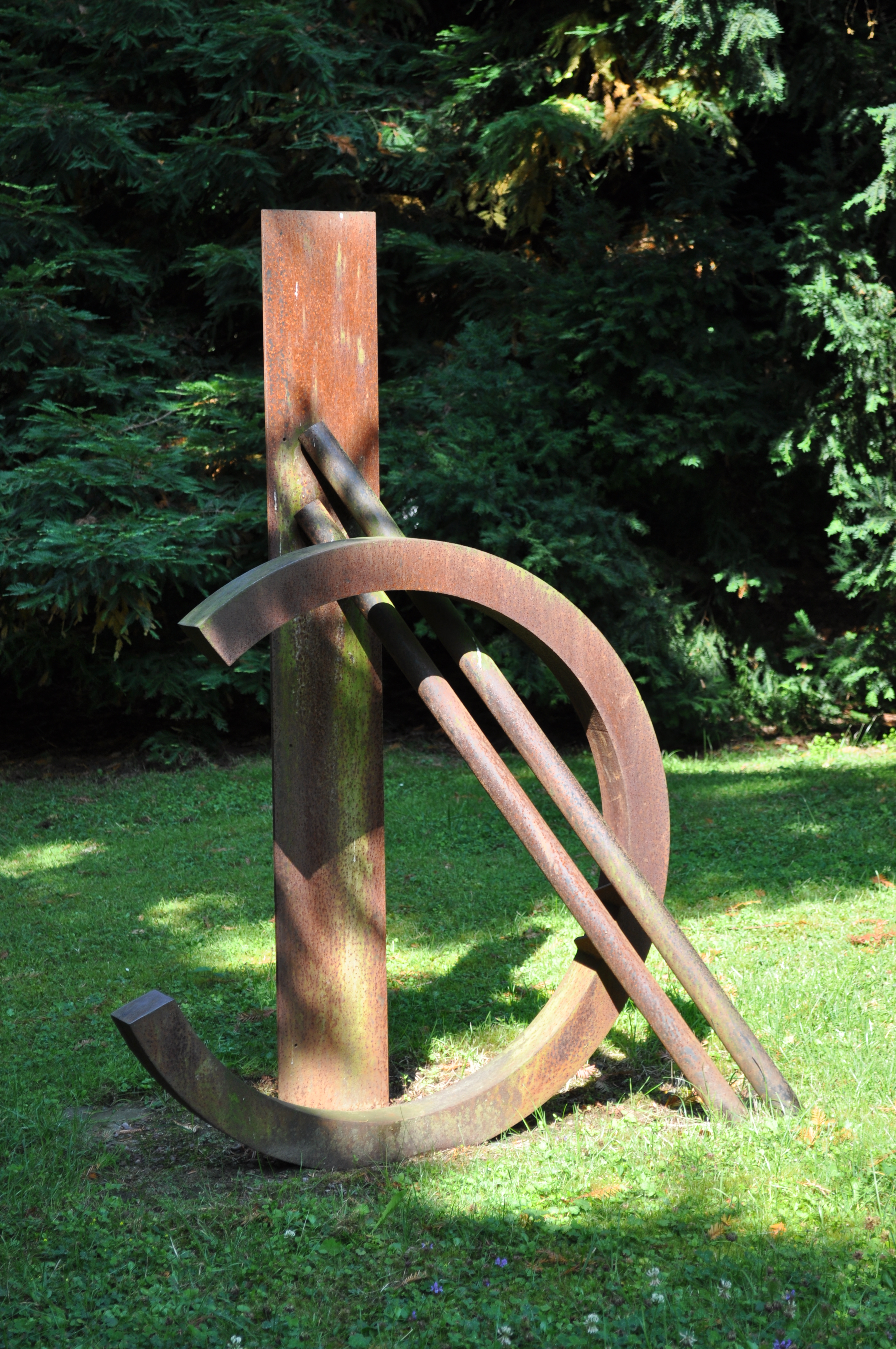
Skulptur von 1993 in Bad Soden am Taunus
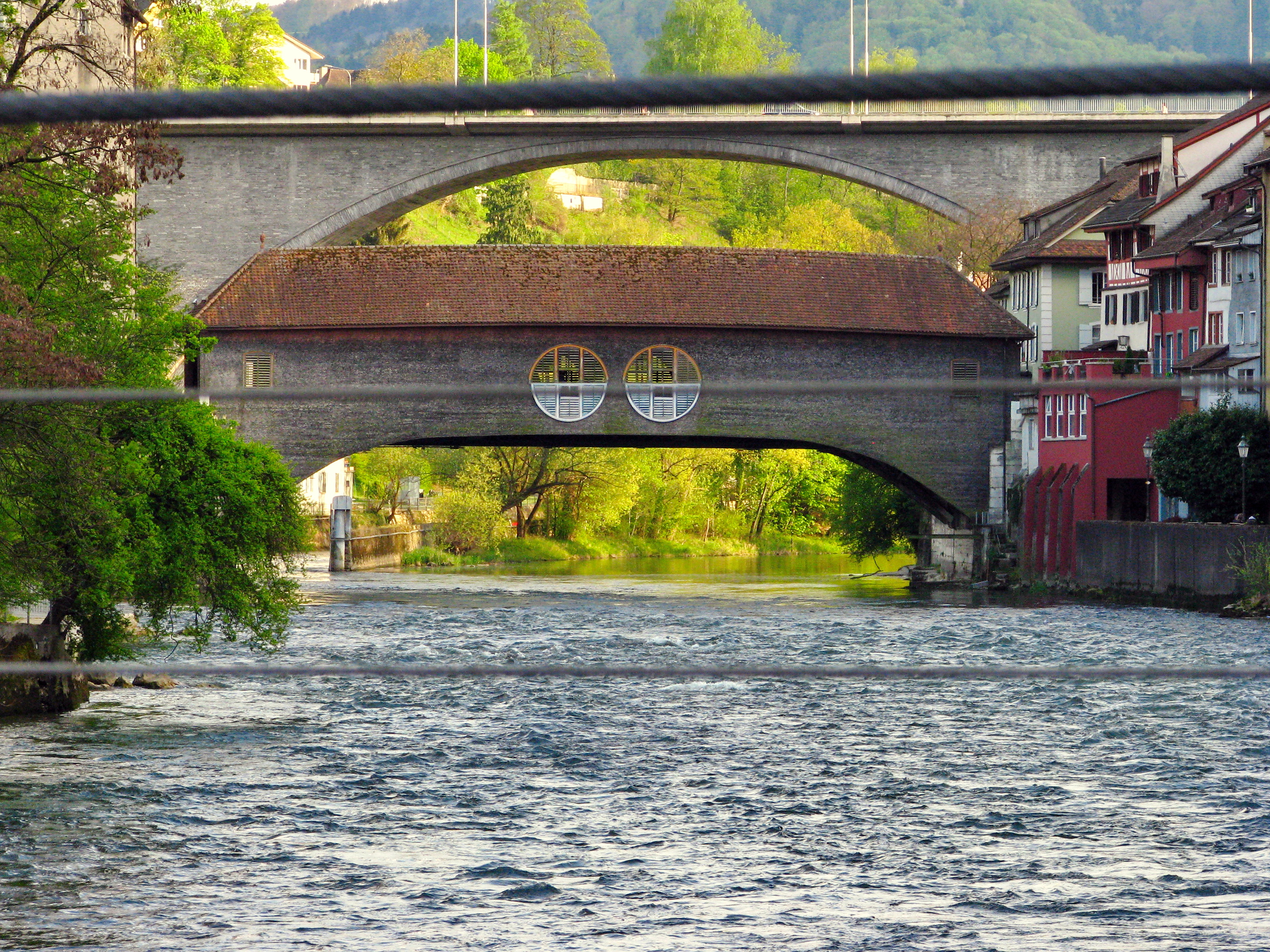
Fluss-Observatorium auf dem Kulturweg Baden–Wettingen–Neuenhof
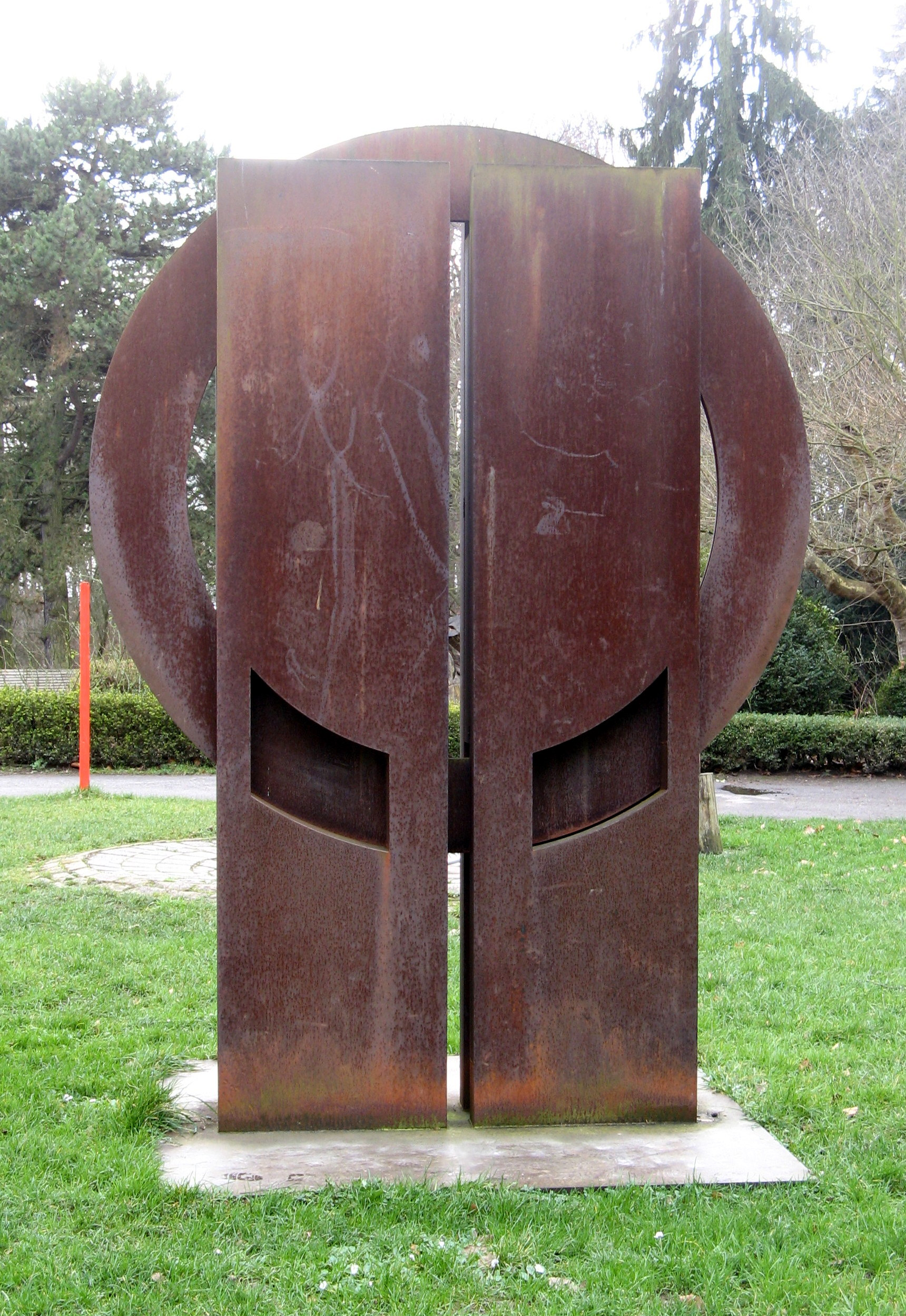
Der Stehdreher, 1994, Gelände von Schloss Freudenberg, Wiesbaden